# Штельценберг
Штельценберг (нім. Stelzenberg) — громада в Німеччині, розташована в землі Рейнланд-Пфальц. Входить до складу району Кайзерслаутерн. Складова частина об'єднання громад Кайзерслаутерн-Зюд.
Площа — 9,23 км2. Населення становить 1202 ос. (станом на 31 грудня 2020).

## Галерея

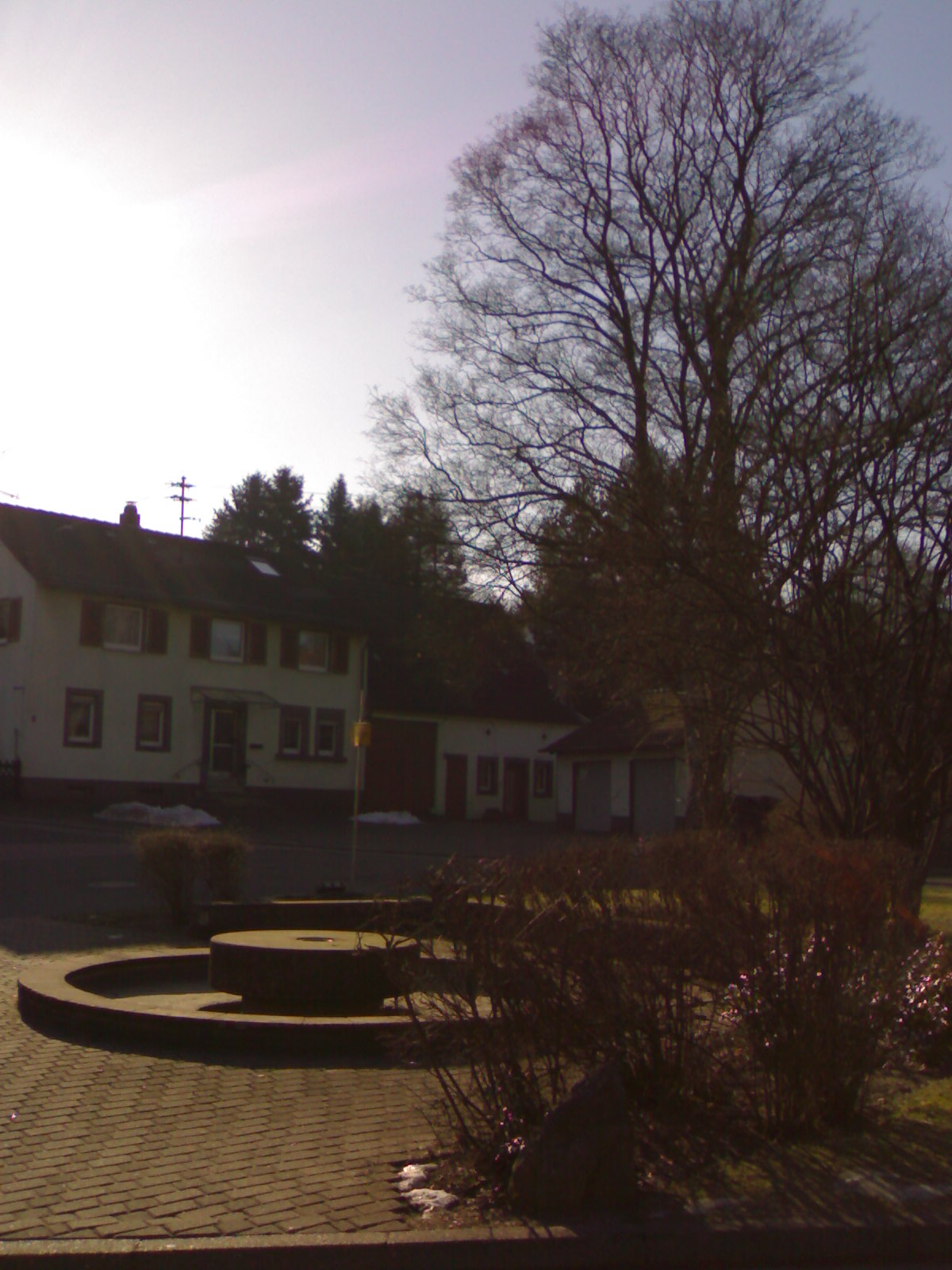